# Dirka po Franciji 1951
| Mesto | Ime               | Čas               |
| ----- | ----------------- | ----------------- |
| 1     | Hugo Koblet       | 142 h 20 min 14 s |
| 2     | Raphaël Géminiani | 22 min            |
| 3     | Lucien Lazaridès  | 24 min 16 s       |
| 4     | Gino Bartali      | 29 min 9 s        |
| 5     | Stan Ockers       | 32 min 53 s       |

Dirka po Franciji 1951 je bila 38. dirka po Franciji, ki je potekala leta 1951.

## Pregled
| Kategorije                          | Podatki      |
| ----------------------------------- | ------------ |
| Začetek-konec                       | Metz - Pariz |
| Dolžina (km)                        | 4.690        |
| Število etap                        | 24           |
| Povprečna hitrost zmagovalca (km/h) | 32,949       |
| Kolesarjev                          | 123          |
| Tekmo končalo                       | 66           |